# Bascom (cràter)
Bascom és un cràter d'impacte en el planeta Venus de 34,6 km de diàmetre. Porta el nom de Florence Bascom (1862-1945), geòloga estatunidenca, i el seu nom va ser aprovat per la Unió Astronòmica Internacional el 1994.